# ضغط إسفيني شعيري رئوي

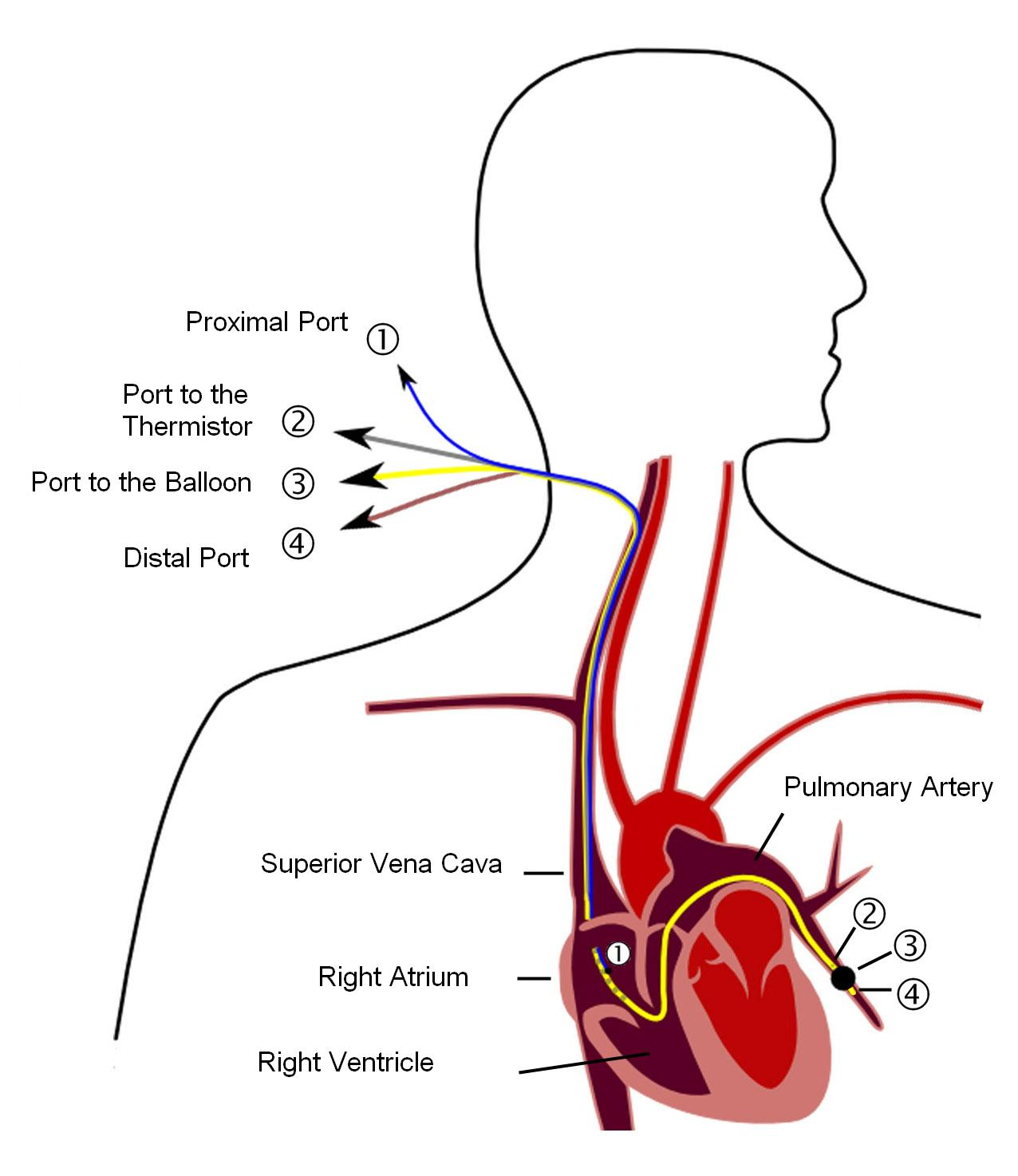
رسم تخطيطي لقثطرة الشريان الرئوي.

الضغط الإسفيني الشعيري الرئوي (بالإنجليزية: Pulmonary Capillary Wedge Pressure أو PCWP)‏، ويدعى أيضًا الضغط الإسفيني الرئوي، هو الضغط الذي يتم قياسه عند حصر قثطار يحتوي على بالون منفوخ في فرع شرياني رئوي صغير.

في علم الفيزيولوجيا يتم التمييز ما بين الضغط الوريدي الرئوي، الضغط الشرياني الرئوي، الضغط الإسفيني الشعيري الرئوي والضغط الأذيني الأيسر، ولكن فعليًا ليس جميعهم يمكن قياسهم بطريقة سهلة.

## الأهمية السريرية
بسبب مطاوعة الجريان الرئوي، يشكل الضغط الإسفيني الشعيري الرئوي مقياس غير مباشر للضغط الأذيني الأيسر.
يعتبر قياس الضغط الإسفيني الشعيري الرئوي المعيار الذهبي لتحديد سبب الوذمة الرئوية الحادة. يصل الضغط الإسفيني الشعيري الرئوي لقيم أكبر من 20 ملم/ زئبقي في حال وجود وذمة رئوية رئوية. تستخدم هذه الوسيلة لتشخيص شدة فشل البطين الأيسر وتضيق الصمام التاجي؛ إذ يشير ارتفاع الضغط الإسفيني الشعيري الرئوي بقوة إلى قصور نتاج البطين الأيسر.
تقتضي المعلومات السائدة بأن الوذمة الرئوية بوجود ضغط إسفيني شعيري رئوي طبيعي تشير إلى متلازمة الضائقة التنفسية الحادة أو الوذمة الرئوية غير القلبية (كما في التسمم الأفيوني). ومع ذلك، لا يمكن التفريق بشكل قاطع بين الوذمة الرئوية الهيدروستاتيكية ومتلازمة الضائقة التنفسية الحادة بالاعتماد على الضغط الإسفيني، لأن الضغط الهيدروستاتيكي الشعيري سيتخطى الضغط الإسفيني بمجرد تفريغ البالون (لتعزيز مدروج الجريان).
يبلغ الضغط الفيزيولوجي: 6-12 ملم/ زئبقي.
| الموقع                                       | الموقع                                       | مجال الضغط الطبيعي (ملم/ زئبقي |
| -------------------------------------------- | -------------------------------------------- | ------------------------------ |
| الضغط الوريدي المركزي                        | الضغط الوريدي المركزي                        | 3- 8                           |
| ضغط البطين الأيمن                            | الانقباضي                                    | 15- 30                         |
| ضغط البطين الأيمن                            | الانبساطي                                    | 3- 8                           |
| ضغط الشريان الرئوي                           | الانقباضي                                    | 15- 30                         |
| ضغط الشريان الرئوي                           | الانبساطي                                    | 4- 12                          |
| الوريد الرئوي/ الضغط الإسفيني الشعيري الرئوي | الوريد الرئوي/ الضغط الإسفيني الشعيري الرئوي | 2- 15                          |
| ضغط البطين الأيسر                            | الانقباضي                                    | 100- 140                       |
| ضغط البطين الأيسر                            | الانبساطي                                    | 3- 12                          |